# エア・フィリップ
エア・フィリップ（朝鮮語: 에어필립, 英語: Air Philip）は、かつて存在した大韓民国の航空会社。フィリップ・アセットの出資により設立されたが、親会社の経営問題から資金不足となり、2019年3月に全便が運航停止、4月には法定管理を申請、8月に民事再生の申し立てが棄却され、事実上倒産した。

## 概要
2016年12月、ブルーエアとして設立
2017年3月、エア・フィリップへと社名変更。
2018年6月30日、光州空港～金浦国際空港路線に就航した。
10月8日、済州国際空港への路線を開設。
11月28日、ウラジオストク国際空港への路線を開設、2019年1月18日で運休
2019年1月17日、那覇空港への路線を開設。

## 就航都市
2019年2月現在
- 韓国 : 光州、ソウル/金浦、済州、

運休中
- 韓国 : ソウル/仁川（運休中[8]）
- ロシア : ウラジオストク（運休中[5]）
- 日本 : 那覇

## 機材
- エンブラエル ERJ 145 (50席): 4機[9][10]

現在は全機リース会社に返却、もしくは他社に売却されている。